# Tattoo Cover
Tattoo Cover : sauveurs de tatouages est une émission de télévision française diffusée depuis le 29 mars 2018 sur TFX.

## Généralités
Cette émission est une déclinaison de l'émission Tattoo Fixers qui est diffusée depuis le 23 juin 2015 sur la chaîne E4 au Royaume-Uni qui est diffusée en France sous le nom de Tattoo Cover Londres depuis le 29 mars 2018 sur TFX.

## Principe
Des tatoueurs professionnels vont aider les tatoué(e)s qui ont un tatouage « de la honte »: daté, insultant, à connotation sexuelle, ou qui ne leur correspond simplement plus.
Pour ce faire les artistes les recouvrent avec un nouveau tatouage. Il peut aussi y avoir des personnes venant faire recouvrir des cicatrices (mastectomie, opération...)
L'émission se déroule comme suit: le ou la cliente se présente au shop, explique pourquoi son tatouage ne lui correspond plus et donne un thème lui plaisant. Les artistes lui font chacun une proposition de croquis, la personne choisit donc entre ces 3 dessins. Après la séance, raccourcie en extraits pour les besoins de l'émission, et où le client ne doit pas voir l’oeuvre, il découvre son tatouage terminé dans le miroir.

## Distribution
| Noms           | Saison 1 | Saison 2 | Saison 3 | Saison 4 | Saison 5 | Saison 6 | Saison 7 | Saison 8 |
| -------------- | -------- | -------- | -------- | -------- | -------- | -------- | -------- | -------- |
| Amy Mymouse    |          |          |          |          |          |          |          |          |
| Marty Early    |          |          |          |          |          |          |          |          |
| Diego Moraes   |          |          |          |          |          |          |          |          |
| Dodie          |          |          |          |          |          |          |          |          |
| Karina NG      |          |          |          |          |          |          |          |          |
| Adrien         |          |          |          |          |          |          |          |          |
| Cécile Djunga  |          |          |          |          |          |          |          |          |
| Thaïs          |          |          |          |          |          |          |          |          |
| Laureen        |          |          |          |          |          |          |          |          |
| Dualy Pulp     |          |          |          |          |          |          |          |          |
| Mysta Electric |          |          |          |          |          |          |          |          |
| Sugga Maya     |          |          |          |          |          |          |          |          |
| Laurent Z      |          |          |          |          |          |          |          |          |
| Noam Sinseau   |          |          |          |          |          |          |          |          |
| Kira           |          |          |          |          |          |          |          |          |
| Marco          |          |          |          |          |          |          |          |          |
| Aurel Rond'l   |          |          |          |          |          |          |          |          |
| Charly         |          |          |          |          |          |          |          |          |
| Abdel Pedro    |          |          |          |          |          |          |          |          |
| Deane          |          |          |          |          |          |          |          |          |
| Toaster        |          |          |          |          |          |          |          |          |
| Gaétan         |          |          |          |          |          |          |          |          |

- Présent pendant les saisons
- Guest pendant les saisons
- Absent pendant les saisons

## Présentation

### Amy Mymouse
D’origine algérienne (Kabyle), elle grandit à Épinay-sur-Seine dans la Seine-Saint-Denis.
Tatoueuse forte de ses huit années d'expérience, elle a su développer un style de tatouage basé sur le cartoon illustratif. Ses tatouages favoris sont des jolies « poupées » avec grands yeux et courbes affirmées, ainsi que de petits animaux. Comme elle le dit : « C’est toute sa vie, elle n’a que ça et bosse 7 jours sur 7 ».
Passionnée par l’univers cartoon, elle trouve rapidement son style.

### Marty Early
Tatoueur avec sept ans d'expérience, son style de tatouage est le néo-traditionnel. Il aime réaliser des tatouages avec des couleurs, des motifs animaliers, floraux et des visages de femmes.
Il exerce en France en atelier privé[réf. nécessaire].

### Diego Moraes
D'origine brésilienne, ce tatoueur possède dix-huit ans d'expérience.  Son style de tatouage est le réalisme et le japonais. Il aime réaliser ses tatouages en noir et blanc, des statues, des têtes de mort et des fleurs.

### Dodie
Tatoueuse du genre rockeuse, son style de tatouage est l'ornemental et le floral. Grâce à la création de son propre style, elle s'est fait connaître dans le monde du tatouage.

### Karina NG
Tatoueuse avec cinq ans d'expérience, son style de tatouage est le old school. Elle aime réaliser des dessins rétros et colorés, notamment des visages féminins.

### Adrien
Tatoueur avec dix ans d'expériences, son style de tatouage est le tatouage japonais. Il aime réaliser des dessins colorés comme des dragons, des carpes...

### Cécile Djunga
Comédienne, humoriste et animatrice de la météo de RTBF, elle accueille avec le sourire et détend les tatoués qui sont prêts à refaire leurs tatouages.

## Épisodes
La saison 1 contient 4 épisodes
La saison 2 contient 13 épisodes 
La saison 3 contient 24 épisodes 
La saison 4 contient 12 épisodes  
La saison 5 contient 6 épisodes
La saison 6 contient 6 épisodes
La saison 7 contient 6 épisodes

## Diffusion
- La première saison est diffusée tous les jeudis soirs du 29 mars 2018 au 12 avril 2018 à 21 h 0 puis rediffusée les samedis après-midi sur TFX[6].
- La deuxième saison est diffusée tous les jeudis soirs du 28 février 2019 au 9 mai 2019 à 21 h 0 puis rediffusée les samedis après-midi[7].
- La troisième saison est diffusée tous les jeudis soirs du 9 janvier 2020 au 12 mars 2020 21 h 0.
- Une quatrième saison est diffusée tous les jeudis soirs du 14 janvier 2021 au 24 juin 2021 à 21 h 5[8].
- Une cinquième saison est diffusée[Quand ?].
- Une sixième saison est diffusée un jeudi soir sur deux à partir du 15 février 2024 au 25 avril 2024.[réf. nécessaire].

## Audiences

### Audiences de la première saison
| Saison 1 : liste des audiences de Tattoo Cover | Saison 1 : liste des audiences de Tattoo Cover | Saison 1 : liste des audiences de Tattoo Cover | Saison 1 : liste des audiences de Tattoo Cover | Saison 1 : liste des audiences de Tattoo Cover |
| Numéro                                         | Date de diffusion                              | Téléspectateurs                                | PDA                                            | Réf.                                           |
| ---------------------------------------------- | ---------------------------------------------- | ---------------------------------------------- | ---------------------------------------------- | ---------------------------------------------- |
| 1                                              | 29 mars 2018                                   | 474 000                                        | 2,0 %                                          | [ 9 ]                                          |
| 2                                              | 29 mars 2018                                   | 474 000                                        | 2,0 %                                          | [ 9 ]                                          |
| 3                                              | 5 avril 2018                                   | 487 000                                        | 2,0 %                                          | [ 10 ]                                         |
| 4                                              | 5 avril 2018                                   | 487 000                                        | 2,0 %                                          | [ 10 ]                                         |
| 5                                              | 12 avril 2018                                  | 387 000                                        | 1,5 %                                          | [ 11 ]                                         |
| 6                                              | 12 avril 2018                                  | 387 000                                        | 1,5 %                                          | [ 11 ]                                         |

- Meilleure score d'audience
- Meilleure score en PDA

### Audiences de la deuxième saison
| Saison 2 : liste des audiences de Tattoo Cover | Saison 2 : liste des audiences de Tattoo Cover | Saison 2 : liste des audiences de Tattoo Cover | Saison 2 : liste des audiences de Tattoo Cover | Saison 2 : liste des audiences de Tattoo Cover |
| Numéro                                         | Date de diffusion                              | Téléspectateurs                                | PDA                                            | Réf.                                           |
| ---------------------------------------------- | ---------------------------------------------- | ---------------------------------------------- | ---------------------------------------------- | ---------------------------------------------- |
| 1                                              | 28 février 2019                                | 412 000                                        | 1,8 %                                          | [ 12 ]                                         |
| 2                                              | 28 février 2019                                | 412 000                                        | 1,8 %                                          | [ 12 ]                                         |
| 3                                              | 7 mars 2019                                    | 428 000                                        | 1,9 %                                          | [ 13 ]                                         |
| 4                                              | 7 mars 2019                                    | 428 000                                        | 1,9 %                                          | [ 13 ]                                         |
| 5                                              | 14 mars 2019                                   | 436 000                                        | 1,9 %                                          | [ 14 ]                                         |
| 6                                              | 21 mars 2019                                   | 347 000                                        | 1,6 %                                          | [ 15 ]                                         |
| 7                                              | 28 mars 2019                                   | 294 000                                        | 1,3 %                                          | [ 16 ]                                         |
| 8                                              | 4 avril 2019                                   | 304 000                                        | 1,3 %                                          | [ 17 ]                                         |
| 9                                              | 11 avril 2019                                  | 295 000                                        | 1,3 %                                          | [ 18 ]                                         |
| 10                                             | 18 avril 2019                                  | 262 000                                        | 1,2 %                                          | [ 19 ]                                         |
| 11                                             | 27 avril 2019                                  | 188 000                                        | 0,8 %                                          | [ 20 ]                                         |
| 12                                             | 2 mai 2019                                     | 179 000                                        | 0,8 %                                          | [ 21 ]                                         |
| 13                                             | 9 mai 2019                                     | 239 000                                        | 1,0 %                                          | [ 22 ]                                         |

- Meilleure score d'audience
- Meilleure score en PDA

### Audiences de la troisième saison
| Saison 3 : liste des audiences de Tattoo Cover | Saison 3 : liste des audiences de Tattoo Cover | Saison 3 : liste des audiences de Tattoo Cover | Saison 3 : liste des audiences de Tattoo Cover | Saison 3 : liste des audiences de Tattoo Cover |
| Numéro                                         | Date de diffusion                              | Téléspectateurs                                | PDA                                            | Ref.                                           |
| ---------------------------------------------- | ---------------------------------------------- | ---------------------------------------------- | ---------------------------------------------- | ---------------------------------------------- |
| 1                                              | 9 janvier 2020                                 | 418 000                                        | 1,8 %                                          | [ 23 ]                                         |
| 2                                              | 9 janvier 2020                                 | 418 000                                        | 1,8 %                                          | [ 23 ]                                         |
| 3                                              | 16 janvier 2020                                | 337 000                                        | 1,6 %                                          | [ 24 ]                                         |
| 4                                              | 16 janvier 2020                                | 337 000                                        | 1,6 %                                          | [ 24 ]                                         |
| 5                                              | 23 janvier 2020                                | 299 000                                        | 1,3 %                                          | [ 25 ]                                         |
| 6                                              | 30 janvier 2020                                | 325 000                                        | 1,5 %                                          | [ 26 ]                                         |
| 7                                              | 6 février 2020                                 | 210 000                                        | 1,0 %                                          | [ 27 ]                                         |
| 8                                              | 13 février 2020                                | 208 000                                        | 1,0 %                                          | [ 28 ]                                         |
| 9                                              | 20 février 2020                                | 281 000                                        | 1,3 %                                          | [ 29 ]                                         |
| 10                                             | 27 février 2020                                | 234 000                                        | 1,1 %                                          | [ 30 ]                                         |
| 11                                             | 5 mars 2020                                    | 269 000                                        | 1,2 %                                          | [ 31 ]                                         |
| 12                                             | 12 mars 2020                                   | 277 000                                        | 1,2 %                                          | [ 32 ]                                         |

- Meilleure score d'audience
- Meilleure score en PDA

### Audiences de la quatrième saison
| Saison 4 : liste des audiences de Tattoo Cover | Saison 4 : liste des audiences de Tattoo Cover | Saison 4 : liste des audiences de Tattoo Cover | Saison 4 : liste des audiences de Tattoo Cover | Saison 4 : liste des audiences de Tattoo Cover |
| Numéro                                         | Date de diffusion                              | Téléspectateurs                                | PDA                                            | Ref.                                           |
| ---------------------------------------------- | ---------------------------------------------- | ---------------------------------------------- | ---------------------------------------------- | ---------------------------------------------- |
| 1                                              | 23 novembre 2020                               |                                                |                                                |                                                |
| 2                                              | 23 novembre 2020                               |                                                |                                                |                                                |
| 3                                              | 24 novembre 2020                               |                                                |                                                |                                                |
| 4                                              | 24 novembre 2020                               |                                                |                                                |                                                |
| 5                                              | 24 novembre 2020                               |                                                |                                                |                                                |
| 6                                              | 22 avril 2021                                  | 340 000                                        | 1,4 %                                          | [ 33 ]                                         |
| 7                                              | 29 avril 2021                                  | 237 000                                        | 0,9 %                                          | [ 34 ]                                         |
| 8                                              | 3 juin 2021                                    | 268 000                                        | 1,2 %                                          | [ 35 ]                                         |
| 9                                              | 10 juin 2021                                   | 315 000                                        | 1,5 %                                          | [ 36 ]                                         |
| 10                                             | 17 juin 2021                                   | 261 000                                        | 1,2 %                                          | [ 37 ]                                         |
| 11                                             | 24 juin 2021                                   | 318 000                                        | 1,5 %                                          | [ 38 ]                                         |
| 12                                             | 1er juillet 2021                               |                                                |                                                |                                                |
| 13                                             | 12 décembre 2021                               |                                                |                                                |                                                |
| 14                                             | 12 décembre 2021                               |                                                |                                                |                                                |
| 15                                             | 13 décembre 2021                               |                                                |                                                |                                                |
| 16                                             | 14 décembre 2021                               |                                                |                                                |                                                |

- Meilleure score d'audience
- Meilleure score en PDA

### Audiences de la cinquième saison
| Saison 5 : liste des audiences de Tattoo Cover | Saison 5 : liste des audiences de Tattoo Cover | Saison 5 : liste des audiences de Tattoo Cover | Saison 5 : liste des audiences de Tattoo Cover | Saison 5 : liste des audiences de Tattoo Cover |
| Numéro                                         | Date de diffusion                              | Téléspectateurs                                | PDA                                            | Ref.                                           |
| ---------------------------------------------- | ---------------------------------------------- | ---------------------------------------------- | ---------------------------------------------- | ---------------------------------------------- |
| 1                                              | 3 février 2022                                 |                                                |                                                |                                                |
| 2                                              | 3 février 2022                                 |                                                |                                                |                                                |
| 3                                              | 4 février 2022                                 |                                                |                                                |                                                |